# Charlotte Wolter
Pour les articles homonymes, voir Wolter.
Charlotte Wolter (1er mars 1834 à Cologne - 14 juin 1897 à Hietzing) est une actrice autrichienne qui commença sa carrière artistique à Budapest en 1857.

## Biographie
Elle est enterrée dans une tombe d'honneur au cimetière central de Vienne (groupe 32 A, numéro 20), selon son souhait, dans le costume d'Iphigénie de la pièce de Goethe du même nom, son rôle le plus célèbre. En 1898, son nom est donné à la Woltergasse à Vienne-Hietzing.